# Dolichopeza (Dolichopeza) cuthbertsoniana
Dolichopeza (Dolichopeza) cuthbertsoniana is een tweevleugelige uit de familie langpootmuggen (Tipulidae). De soort komt voor in het Afrotropisch gebied.